# Парламентські вибори в Польщі 1919
На парламентських виборах у Польщі 26 січня 1919 року обирали перший Сейм Другої Речі Посполитої. Вибори проводили за загальним виборчим правом і пропорційною виборчою системою. Це були перші вільні вибори в історії Польщі. Внаслідок цих виборів було обрано парламент, збалансований між правими, лівими та центристами, хоча вибори бойкотували польські комуністи та єврейський Бунд. На терититоріях, де вибори відбулися, явка склала від 70% до 90%. Праві виграли 50% голосів, ліві — бл. 30%, єврейські організації — понад 10%.
Попри те, що в Галичині тривала польсько-українська війна, вибори відбулися в контрольованій поляками частині Західноукраїнської Народної Республіки.

## Результати
| Партія                                             | голосів (в тис.) | голосів у % | мандати |
| -------------------------------------------------- | ---------------- | ----------- | ------- |
| Національний виборчий комітет демократичних партій | 1.475.622        | 41,4        | 89      |
| Польська народна партія «Визволення»               | 806.951          | 22,6        | 57      |
| Польська соціалістична партія                      | 324.823          | 9,1         | 15      |
| Польське народне об'єднання                        | 176.406          | 4,4         | 25      |
| Тимчасова єврейська національна рада               | 159.520          | 4,4         | 4       |
| списки єврейських ортодоксів (разом)               | 91.005           | 2,5         | 2       |
| Національний виборчий комітет демократичних партій | 75.714           | 2,1         | 8       |
| Національна робітнича спілка                       | 63.753           | 1,8         | 15      |
| Німецькі списки (разом)                            | 67.204           | 1,8         | 2       |
| Списки єврейських народовців (разом)               | 56.152           | 1,5         | 2       |
| Поалей-Ціон                                        | 26.101           | 0,7         | 0       |
| Бунд                                               | 16.336           | 0,4         | 0       |
|                                                    |                  |             | 219     |